# Selenops isopodus
Selenops isopodus är en spindelart som beskrevs av Cândido Firmino de Mello-Leitão 1941. 
Selenops isopodus ingår i släktet Selenops och familjen Selenopidae. Artens utbredningsområde är Colombia. Inga underarter finns listade i Catalogue of Life.